# Атабаска (језеро)
Језеро Атабаска (енгл. Lake Athabasca, значење у локалном индијанском језику: „место где су трске“) је језеро на северу канадске провинције Саскачеван. Својим западним крајем припада Алберти. Језеро има површину од 7850 km². Из њега истиче Ропска река.
На северној обали језера се до 1980-их експлоатисао уран и злато.
У језеру Атабаска је 1961. уловљена пастрмка рекордне тежине од 46,3 килограма.